# Siège de Cannanore (1507)
Guerre navale portugaise-mamelouke et Conflits entre Ottomans et Portugais (1538-1559)
Le siège de Cannanore a duré quatre mois, du 27 avril 1507 au 27 août 1507, lorsque les troupes du dirigeant local (le Râja de Cannanore), soutenus par le Zamorin de Calicut et des Arabes, assiégèrent la garnison portugaise du Fort de St. Angelo à Cannanore, dans ce qui est aujourd'hui l'État indien du Kerala. Elle suivit la Bataille de Cannanore, au cours de laquelle la flotte du Zamorin fut vaincue par les Portugais .

## Contexte
Début 1501, peu après l'ouverture des hostilités entre l'amiral portugais Pedro Alvares Cabral et le Zamorin de Calicut , le Râja de Cannanore invita les Portugais à faire du commerce sur les marchés aux épices de Cannanore. Des traités furent signés et un comptoir, défendu par une petite palissade, fut établi en 1502. Fin 1505, D. Francisco de Almeida, le premier vice-roi des Indes, a obtenu l'autorisation d'ériger la forteresse de Santo Angelo à Cannanore. La garnison de la forteresse de 150 hommes fut placée sous le commandement de D. Lourenço de Brito .
Le vieux Râja qui avait énergiquement poursuivi l'alliance portugaise mourut en 1506. Alors que la succession était contestée, le Zamorin de Calicut, en tant que suzerain officiel de la côte du Kerala, nomma un arbitre pour régler le litige entre candidats. Le nouveau Râja de Cannanore était par conséquent redevable au Zamorin et moins enclin aux Portugais.
Les hostilités étaient en grande partie dues au fait que les Portugais avaient coulé un navire indien et tué l'équipage en les cousant dans des voiles et en les jetant à la mer, au motif qu'ils ne transportaient pas l'un des Cartaz, les laissez-passer que les Portugais imposaient à tous les navires de la région . Ces laissez-passer devaient être signés soit par le commandant de Cochin, soit par Cannanore . La population de l'État voisin fut très irritée par cet événement et demanda à son dirigeant, le Râja, d'attaquer les Portugais .

## Le siège

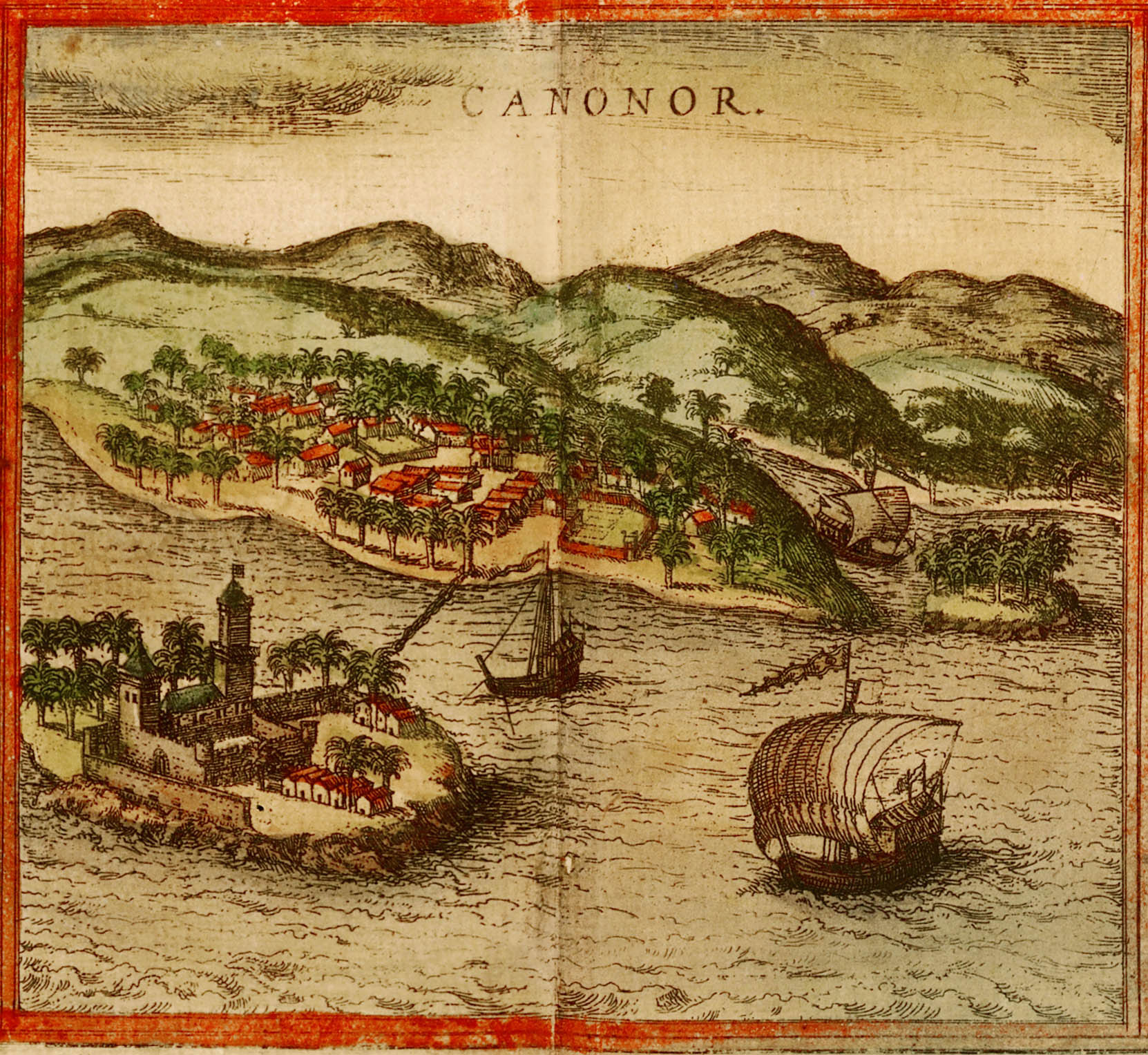
Carte de Cannanore en 1572.

Le siège commença le 27 avril 1507 et dura quatre mois .
Le Râja a fait attaquer la position par 40 000 Nayars. Le Zamorin a fourni au souverain de Cannanore 21 pièces d'artillerie et 20 000 auxiliaires ,.
La puissance de feu de la garnison dirigée par Lourenço de Brito lui a permis de repousser des attaques massives impliquant des milliers d'hommes . Le siège est rapidement entré dans une impasse, les tranchées des assaillants étant protégées des tirs des canons portugais par des murs de balles de coton, et les Portugais étant lentement contraints à la famine. Castanheda fait un rapport détaillé du siège déclarant qu'ils furent ensuite surpris – et sauvés – par un raz-de-marée de homards qui se sont échoué le 15 août . Un assaut majeur avant le festival d'Onam a failli vaincre les défenseurs, mais a finalement été repoussé. Cependant, une grande partie de la garnison fut blessée lors de la tentative .
La garnison portugaise était sur le point d'être submergée lorsque, le 27 août 1507, une flotte de 11 navires sous les ordres de Tristão da Cunha arriva de  Socotra. La flotte débarqua 300 soldats portugais, forçant la levée du siège et soulageant la forteresse ,.
La paix fut négociée entre les Portugais et le Râja, confirmant la présence permanente des Portugais à Cannanore et la reprise de leur accès à ses marchés aux épices . Ces événements précèdent la défaite Portugaise à la Bataille de Chaul en 1508.